# Црнолика импала
Црнолика импала (лат. Aepyceros melampus petersi) је подврста импале. Ова подврста се сматра рањивом у погледу угрожености од изумирања.

## Опис
Црнолика импала се разликује од обичне импале по црним пругама на лицу, као и по томе што крзно ове подврсте нема црвени сјај који има крзно обичне импале.
Боја крзна на леђима је светло браон. На боковима, између стомака и леђа, боја крзна је још светлије нијансе браон, док је на стомаку крзно беле боје. 
На лицу, има препознатљиве црне пруге од темена до њушке и око оба ока. Вертикалне црне пруге такође има и на ногама. Образи и уши су браон боје.
Мужјаци могу тежити до 63 кг, а женке до 50 кг. Рогови мужјака су у просеку дугачки 46 цм.
Женке младунце рађају између децембра и јануара, након периода гестације од око 6 и по месеци.

## Распрострањеност и станиште
Ареал црнолике импале је ограничен на Намибију, и Анголу.
Природни непријатељи црнолике импале су гепард, леопард, лав, афрички дивљи пас и хијена.
Црнолике импале воле густу речну вегетацију, која се граничи са отвореним шумама. Живе у малим крдима од 3 до 20 животиња, која се обично састоје од мужјака и његових женки. Други мужјаци живе као самотњаци или у крдима младих мужјака.
На црвеној листи ИУЦН црнолика импала је наведена као рањива подврста.